# Aurora (zpěvačka)
Aurora Aksnes (* 15. června 1996 Stavanger), známá jako Aurora (stylizováno velkými písmeny), je norská zpěvačka, textařka a hudební producentka.

## Kariéra
Svůj první singl Puppet zveřejnila v prosinci 2012. Později vydala několik další písní a v roce 2014 uzavřela nahrávací smlouvy s vydavatelstvími Petroleum Records, Decca Records a Glassnote Records. V květnu 2015 vydala EP nazvané Running with the Wolves. O necelý rok později následovala její debutová dlouhohrající deska s názvem All My Demons Greeting Me as a Friend. Tentýž rok vystupovala v několika televizních pořadech ve Spojených státech amerických, včetně The Tonight Show Starring Jimmy Fallon a Conan. Rovněž nahrála coververzi písně Half the World Away od kapely Oasis pro vánoční reklamu společnosti John Lewis. Její druhé EP Infections of a Different Kind (Step 1) (2018) vyšlo jako první část dvoudílného alba, přičemž druhou část představovalo její druhé studiové album s názvem A Different Kind of Human (Step 2) z roku 2019. Ve stejném roce se její hlas objevil ve filmu Ledové království II. V lednu 2022 vyšlo její třetí album The Gods We Can Touch. Čtvrté album What Happened to the Heart? o lásce a apatii vůči změně klimatu následovalo v červnu 2024.

### Koncerty v ČR
Aurora poprvé vystoupila v Česku v roce 2016 na festivalu Colours of Ostrava, kde znovu koncertovala v roce 2018. V lednu 2019 vystoupila poprvé v Praze ve Fóru Karlín, kam se koncert pro velký zájem přesunul z klubu Roxy. Jako předskokany si Aurora sama vybrala českou skupinu Vesna. Do pražského Fóra Karlín se vrátila v červnu 2022 a představila album The Gods We Can Touch. Jako předskokanky tohoto koncertu vystoupily norské zpěvačky Thea Wang a Sei Selina. Aurora v Česku dále koncertovala na festivalu Metronome v červnu 2023. V rámci tohoto ročníku vystoupili také Jamiroquai, Zaz, Editors, Moderat nebo White Lies. Její zatím poslední vystoupení v Česku se odehrálo v září 2024 ve Sportovní hale Fortuna v Praze.

## Turné
- Running with the Wolves Tour (2015)
- All My Demons Tour (2016)
- Infections of a Different Kind Tour (2018)
- A Different Kind of Human Tour (2019)
- The Gods We Can Touch Tour (2022–2023)
- What happened to the heart (2024–2025)

## Diskografie

### Studiová alba
- All My Demons Greeting Me as a Friend (2016)
- A Different Kind of Human (Step 2) (2019)
- The Gods We Can Touch (2022)
- What Happened to the Heart? (2024)

### EP
- Running with the Wolves (2015)
- Infections of a Different Kind (Step 1) (2018)